# سيسيل جاي
سيسيل جاي (بالإنجليزية: Cecil Jay)‏ هي فنانة ورسامة أمريكية، ولدت في 1883، وتوفيت في 1954.